# 穆罕默德·希亚·苏达尼
穆罕默德·希亚·苏丹尼（阿拉伯语：محمد شياع السوداني；1970年—），伊拉克政治家，自2022年10月起任伊拉克總理。
穆罕默德·希亚·苏丹尼曾於2009至2010年任伊拉克米桑省省長，后於2010年至2014年任伊拉克人權部部長 。